# 志水透哉
志水 透哉（しみず とうや、2011年1月18日 - ）は、日本の子役である。芸能プロダクションIma-wo所属。

## 人物
モデルになりたいという母親の友達の子供に付き添うつもりで応募して参加した、子役の芸能事務所「クラージュ」とキッズファッション雑誌『LUCA』が共同開催した「第2回クラージュ×雑誌『LUCA』コラボオーディション」で約946通の応募の中からグランプリを獲得。普段着で寝グセもついた状態だったというが、女の子ような顔立ちや透明感が評価され、スタッフ満場一致で決定したという。グランプリ獲得後、クラージュに所属し、芸能界デビュー。
映画『恋と嘘』の北村匠海演じる司馬優翔、日本テレビ系テレビドラマ『もみ消して冬〜わが家の問題なかったことに〜』で山田涼介演じる北沢秀作、フジテレビ系テレビドラマ『海月姫』で瀬戸康史演じる鯉淵蔵之助など、イケメンと呼ばれる俳優たちの幼少期を演じることが多く、“イケメンすぎる子役”として話題になる。
趣味は男性アイドルを見ること、Youtube、ゲーム、映画鑑賞。特技は大食い、麻雀、すぐ泣ける、身体が柔らかい。
2023年4月8日、所属していたスマイルモンキーを卒業し、スマイルモンキーの新事業部である芸能プロダクションIma-woへ移籍することを発表した。
2024年2月11日、弟が誕生した事を報告。
2024年6月9日、それまで菊井りひとと共同で運営していた「りひとうや」のアカウントとは別に、志水透哉個人の公式Instagramを新たに開設したことをりひとうや公式アカウントのストーリー、及び自身のX（旧Twitter）で報告した。

## 出演

### 映画
- 恋と嘘（2017年10月14日） - 司馬優翔（幼少期） 役[4]
- ウルトラマンジード (2018年3月10日)　- 朝倉 リク（幼少期）　役
- 覚悟はいいかそこの女子 (2018年10月12日)　- 古谷斗和（幼少期）　役
- うちの執事が言うことには（2019年5月17日） - 烏丸花穎（幼少期） 役
- 砕け散るところを見せてあげる (2021年4月9日)　- 真っ赤な嵐（幼少期）　役
- HiGH&LOW THE WORST X（2022年9月9日） - 天下井公平（幼少期） 役
- 短編映画 イマジナリーフレンド (2022年11月23日、dTV)　- ナナシ　役[8]
- ベートーヴェン捏造（2025年9月12日公開予定、松竹） - フランツ・リスト 役[9]

### テレビドラマ
- 定年女子（2017年7月9日 - 8月27日、NHK）
- 貴族探偵 第7話（2017年5月29日、フジテレビ） - 中小企業の社長の子供 役[10]
- カンナさーん!（2017年7月18日 - 9月19日、TBS） - 鈴木礼（幼少期） 役[11]
- 時代をつくった男 阿久悠物語（2017年8月26日、日本テレビ） 阿久太郎 役[12]
- 東野圭吾 片想い 第3話（2017年11月4日、WOWOW） - 日浦美月（幼少期） 役[13]
- ウルトラマンジード（2017年7月8日 - 12月23日、テレビ東京） - 朝倉リク（幼少期） 役[14]
- コード・ブルー -ドクターヘリ緊急救命- season3 最終話（2017年9月18日、フジテレビ） - 中村翔 役[15]
- 重要参考人探偵（2017年10月20日 - 12月8日、テレビ朝日） - 弥木圭（幼少期） 役[4]
- 奥様は、取り扱い注意 第4話（2017年10月25日、日本テレビ） - 西条悠斗 役[16]
- もみ消して冬〜わが家の問題なかったことに〜（2018年1月13日 - 3月17日、日本テレビ） - 北沢秀作（幼少期） 役[4]
- 海月姫（2018年1月15日 - 3月19日、フジテレビ） - 鯉淵蔵之助（幼少期） 役[4]
- 連続テレビ小説 半分、青い。（2018年4月2日 - 9月29日、NHK総合） - 楡野草太（幼少期） 役[4][17]
- 小説王 第4話（2019年5月13日、フジテレビ） - 小柳悠 役
- オー!マイ・ボス!恋は別冊で 第3話（2021年1月26日、TBS） - 宝来潤之介（幼少期）　役[18]
- 年の差婚 第7話（2021年2月2日、MBS・TBS） - 理音（少年期） 役[19]
- 准教授・高槻彰良の推察season1 最終話（2021年9月25日、フジテレビ）- 同級生 役[20]
- 剣樹抄〜光圀公と俺〜（2021年11月5日 - 12月24日、NHK BSプレミアム） - 水戸光圀（10歳） 役
- 誰も知らない明石家さんま「さんま少年時代物語&さんま画商プロジェクト」（2021年12月12日、日本テレビ） - 明石家さんまの兄（幼少期） 役
- ドラマL 彼女、お借りします 第4話（2022年8月1日、ABCテレビ） - 木ノ下和也（幼少期） 役
- 連続ドラマW HOTEL -NEXT DOOR-（2022年9月10日 - 10月15日、WOWOW） - 三枝克明（幼少期） 役
- 木曜劇場 silent（2022年10月6日 - 12月22日、フジテレビ） - 青羽光（幼少期） 役
- ドラマストリーム 階段下のゴッホ 第7話（2022年11月2日、TBS） - 平真太郎（幼少期） 役
- 日曜ドラマ 霊媒探偵・城塚翡翠（2022年10月16日 - 11月13日、日本テレビ） - 香月史郎（幼少期） 役
- 連続ドラマW ギバーテイカー（2023年1月22日 - 2月19日、WOWOW） - 貴志ルオト（幼少期） 役[21][22]
- ドラマ+ アカイリンゴ 第3話・第6話（2023年2月6日・27日、ABCテレビ） - 犬田光（幼少期） 役
- 僕らのミクロな終末 第7話（2023年3月13日、ABCテレビ） - 日下部律（幼少期） 役
- 弁護士ソドム 第2話（2023年5月5日、テレビ東京） - 小田切渉（幼少期） 役[23]
- 月読くんの禁断お夜食 第7話（2023年6月3日、テレビ朝日） - 朝日奈大河（幼少期） 役[24]
- 18歳、新妻、不倫します。 第7話・第8話（2023年11月26日・12月3日、朝日放送テレビ・テレビ朝日） - 藤宮煌（幼少期） 役[25][26]
- おっさんのパンツがなんだっていいじゃないか! 第3話・第6話（2024年1月20日・2月10日、東海テレビ・フジテレビ） - 五十嵐大地（幼少期） 役[27][28]
- 彼のいる生活 第1話・第3話・第6話（2024年4月12日・26日・5月17日、TOKYO MX） - 田中一仁（幼少期） 役[29][30][31]
- ダブルチート 偽りの警官 Season2 第2話・第6話・第7話（2024年7月6日・8月3日・10日、WOWOW） - 渡辺春樹（少年期） 役[32][33][34][35]
- オクトー 〜感情捜査官 心野朱梨〜 Season2 第2話（2024年10月10日、読売テレビ・日本テレビ系） - 矢田部聡（中学生時代） 役[36][37]
- 私は整形美人 第3話・第4話（2025年1月24日、フジテレビ） - 坂口慧（中学生時代） 役[38][39]
- 波うららかに、めおと日和 第3話・第4話（2025年5月8日・15日、フジテレビ） - 江端瀧昌（少年時代） 役[40][41][42][43]

### Webドラマ
- 4話エピソード0〜紬と想と湊斗、8年前のある出来事〜（2022年10月31日 - 配信、TVer） - 青羽光（幼少期） 役[44]
- 君に届け（2023年3月30日、Netflix[注 1]）- 風早翔太（小学生時代） 役[45]
- 仮面ライダーガッチャード VS 仮面ライダーレジェンド EPISODE 2（2023年11月26日、YouTube） - カグヤ（幼少期） 役[46]

### テレビ番組
- 世界一受けたい授業（2021年5月15日、日本テレビ） - ツバサ 役[47]
- 天才てれびくん「ジオ物語（2024年度）」（2024年4月1日 - 2025年3月3日、Eテレ）- 高木アキラ 役[48][49]

### WEB
- ZOZOTOWN「LUCA　SHOP」　モデル

### カタログ
- 千趣会　チャイルド2017秋冬

### CM
- スマイルゼミ（2020年）
- Yahoo! JAPANアプリ「どんどん便利に 雨雲レーダー」篇（2021年）
- アフラックのしっかり頼れる介護保険「お金の負担」篇（2021年）
- プロアクティブ「母息子」篇（2025年）[50]

### PV
- cadode 1st single『回夏』-「回夏」（2022年4月27日）[51]
- 安斉かれん 15th single『未来の音』-「未来の音」（2022年11月23日）
- 手島章斗 1st フルアルバム『Life-size』-「Just Smile」（2024年1月24日）[52]
- G-FREAK FACTORY 9th アルバム『HAZE』-「HARVEST」（2024年9月4日）[53]

### その他
- 「14歳の写真展 Vol.2」モデル（2025年7月29日 - 8月3日、企画・撮影：明知優子）[54][55]